# Yoshiyuki Abe
Yoshiyuki Abe (阿部良之, Abe Yoshiyuki, Osaka, 15 de agosto de 1969) é um ex-ciclista olímpico japonês, profissional entre 1996 e 2011.
Abe representou seu país nos Jogos Olímpicos de Verão de 2000, no qual ganhou uma medalha de bronze; também competiu nos Jogos Asiáticos de 2006.

## Palmarés
1996
- 1 etapa da Volta à Polónia

1997
- Campeonato do Japão em Estrada
- Japan Cup

1998
- 2º no Campeonato do Japão em Estrada

1999
- Campeonato do Japão Contrarrelógio

2000
- Campeonato do Japão em Estrada
- Campeonato do Japão Contrarrelógio

2001
- 2º no Campeonato do Japão Contrarrelógio

2003
- Tour de China

2004
- 2º no Campeonato do Japão Contrarrelógio